# 디터 부르덴스키
디터 부르덴스키(독일어: Dieter Burdenski, 1950년 11월 26일~2024년 10월 9일)는 독일의 프로 축구 선수로, 골키퍼로 활약했다.

## 유년 시절과 개인사
서독 브레멘 출신인 디터 부르덴스키는 파비안 부르덴스키(1991–)의 부친이며, 전직 국가대표 선수인 헤르베르트 부르덴스키(1922–2001)의 아들이다. 그의 부친 헤르베르트는 골키퍼가 아닌 미드필더로, 제프 헤르베르거 감독의 임기에 5번 출전(2골)했고, 이 중 2번의 경기를 제2차 세계 대전 후에 출전했다. 서독 국가대표팀의 전후 첫 국가대표팀 경기(스위스와의 1950년 11월 22일 경기)에서 페널티 킥으로 득점한 디터 부르덴스키는 서독의 국제경기 첫 득점자로 이름을 올렸다.

## 클럽 경력

### 초기 경력
호르스트-엠셔에서 축구를 시작한 부르덴스키는 청소년기에 샬케 04로 이적해 1970-71 시즌에 분데스리가 3경기에서 겔젠키르헨 연고 구단의 경기에 출전했다. 이 중 1경기는 1971년 4월 17일에 열린 아르미니아 빌레펠트와의 경기로, 0-1로 패한 이 안방 경기는 1971년 분데스리가 승부조작 스캔들(Bundesligaskandal)에 연루되어 독일 축구 연맹의 조사를 받은 경기였다. 비록 부르덴스키가 이 경기에서 실점하고, 빌레펠트가 샬케 04 선수들에게 조작의 대금을 지불받았지만, 부르덴스키는 법정에서 스스로 무고함을 증언했고, 독일 축구 연맹은 그가 승부 조작에 연루되지 않았다고 판정했다. 그러나, 이 스캔들로 그의 현역에서의 행보가 꼬이게 되었다. 경기 출전 경험을 위해, 스캔들로 흔들리는 아르미니아 빌레펠트로 1971년에 이적해, 주전 선수로 활약하다가 승부 조작 스캔들로 제제를 받아 분데스리가 강등당하면서 다시 이적하게 되었다.

### 베르더 브레멘
부르덴스키의 다음 행선지는 베르더 브레멘이었고, 1년차에는 주전 수문장 귄터 베르나르트로부터 능력을 전수받았다. 1973년을 기점으로 그는 베르나르트의 뒤를 이어 북독일 연고 구단의 주전 골키퍼로 활약하기 시작했고, 이후 오토 레하겔 감독이 취임하면서, 보다 신예 선수인 올리버 레크를 노련한 부르덴스키를 대신해 골문 앞에 세웠고, 1987-88 시즌에 분데스리가 우승할 당시 그리 많은 경기에 출전하지 않았다.
분데스리가 정상에 오른 시즌은 그의 마지막 현역 시즌으로, 부르덴스키는 478번의 분데스리가 경기에 출전하고 1988년에 은퇴했다. 그는 통계에 따르면 2. 북부 분데스리가 경기에 35번을 또 출전했고, 1979년 9월에는 2-3으로 패한 슈투트가르트와의 경기에서 페널티킥을 성공시켰다.
디터 부르덴스키의 부친 헤르베르트는 1960년대에서 1970년대까지 감독일을 했는데, 베르더 브레멘에서 1975-76 시즌에 부르덴스키 부자가 한배를 타기도 했다. 디터 부르덴스키는 부친이 감독한 시즌에 34번의 분데스리가 경기 중 22번의 경기에 출전했다. 1976년 2월, 분데스리가 하위권에 위태로이 허덕이던 가운데, 헤르베르트 부르덴스키 감독이 해임되어 오토 레하겔 감독이 취임했다.

### 이후 행보
한 번 은퇴한 부르덴스키는 스웨덴의 AIK와 네덜란드의 피테서의 제의를 받았고, 2005년에도 베르더 브레멘의 명예 회장으로서 은퇴를 번복하고 출전했다. 부르덴스키는 AIK 소속으로 알스벤스칸 경기에 1번 출전했고,(그는 앞서 AIK의 사니 오슬룬과 지인 관계를 맺으며 스웨덴 구단과 연락하는 관계가 되었는데, 오슬룬은 1975-76 시즌에 그와 함께 브레멘에서 한배를 탔다) 피테서 소속으로 에레디비시 경기에 3번 출전했다.
2002년 2월 23일, 당시 51세였던 부르덴스키는 독일 3부 리그의 베르더 브레멘 II 소속으로 2군 선수단에 골키퍼를 부상으로 모두 잃으면서 1경기를 출전하게 되었다. 부르덴스키는 리그 경쟁 구단인 켐니처와의 경기에서 3골을 실점해 1-3으로 패했다.

## 국가대표팀 경력
서독 골문을 지킬 제프 마이어의 적합한 대체자를 물색하던 헬무트 쇤은 1977년에 베르더 브레멘의 부르덴스키에 주목을 했고, 결국 부르덴스키는 몬테비데오에서 열린 우루과이와의 친선경기에서 12번의 국가대표팀 출전 경기 중 첫 경기에 출전했다. 그는 아르헨티나에서 열린 1978년 월드컵과 유로 1980 예선전 3경기에 후보 선수로 차출되었고,(유로 1980의 경우 서독 선수단 최종 명단에 이름을 올리지 못했다) 유로 1984에서도 같은 역할을 맡았다. 대회 본선에 앞서 부르덴스키는 1984년 5월 22일에 취리히에서 이탈리아와의 친선전에 후반에 투입되어 마지막 국가대표팀 경기를 펼쳤다.

## 경기 방식
골키퍼 치고는 그리 크지 않은 1.81m 신장의 부르덴스키는 운동신경이 뛰어나고, 빠른 반사신경으로 선방해냈다. 부르덴스키는 지도자적 역량도 있어서 오랜 현역 기간 중에 베르더 브레멘의 주장도 맡았다.

## 감독 경력
1997년, 부르덴스키는 베르더 브레멘의 기술진 일원으로 명명되어 2005년 12월까지 골키퍼 코치로 동행했다.

## 경력 통계

### 클럽
| 구단                | 시즌      | 리그               | 리그 | 리그 | 컵   | 컵 | 유럽 | 유럽 | 기타 | 기타 | 합계 | 합계 |
| 구단                | 시즌      | 리그명             | 출장 | 골   | 출장 | 골 | 출장 | 골   | 출장 | 골   | 출장 | 골   |
| ------------------- | --------- | ------------------ | ---- | ---- | ---- | -- | ---- | ---- | ---- | ---- | ---- | ---- |
| 샬케 04             | 1970–71   | 분데스리가         | 3    | 0    | 3    | 0  | –    | –    | –    | –    | 6    | 0    |
| 아르미니아 빌레펠트 | 1971–72   | 분데스리가         | 31   | 0    | 2    | 0  | –    | –    | –    | –    | 33   | 0    |
| 베르더 브레멘       | 1972–73   | 분데스리가         | 4    | 0    | 2    | 0  | –    | –    | 3    | 0    | 9    | 0    |
| 베르더 브레멘       | 1973–74   | 분데스리가         | 34   | 0    | 3    | 0  | –    | –    | –    | –    | 37   | 0    |
| 베르더 브레멘       | 1974–75   | 분데스리가         | 34   | 0    | 6    | 0  | –    | –    | –    | –    | 40   | 0    |
| 베르더 브레멘       | 1975–76   | 분데스리가         | 34   | 0    | 1    | 0  | –    | –    | –    | –    | 35   | 0    |
| 베르더 브레멘       | 1976–77   | 분데스리가         | 34   | 0    | 4    | 0  | –    | –    | –    | –    | 38   | 0    |
| 베르더 브레멘       | 1977–78   | 분데스리가         | 33   | 0    | 6    | 0  | –    | –    | –    | –    | 39   | 0    |
| 베르더 브레멘       | 1978–79   | 분데스리가         | 34   | 0    | 2    | 0  | –    | –    | –    | –    | 36   | 0    |
| 베르더 브레멘       | 1979–80   | 분데스리가         | 34   | 1    | 2    | 0  | –    | –    | –    | –    | 36   | 1    |
| 베르더 브레멘       | 1980–81   | 2. 북부 분데스리가 | 35   | 0    | 4    | 0  | –    | –    | –    | –    | 39   | 0    |
| 베르더 브레멘       | 1981–82   | 분데스리가         | 33   | 0    | 5    | 0  | –    | –    | –    | –    | 38   | 0    |
| 베르더 브레멘       | 1982–83   | 분데스리가         | 34   | 0    | 2    | 0  | 6    | 0    | –    | –    | 42   | 0    |
| 베르더 브레멘       | 1983–84   | 분데스리가         | 34   | 0    | 5    | 0  | 4    | 0    | –    | –    | 43   | 0    |
| 베르더 브레멘       | 1984–85   | 분데스리가         | 34   | 0    | 4    | 0  | 2    | 0    | –    | –    | 40   | 0    |
| 베르더 브레멘       | 1985–86   | 분데스리가         | 31   | 0    | 3    | 0  | 2    | 0    | –    | –    | 36   | 0    |
| 베르더 브레멘       | 1986–87   | 분데스리가         | 34   | 0    | 1    | 0  | 2    | 0    | –    | –    | 37   | 0    |
| 베르더 브레멘       | 1987–88   | 분데스리가         | 3    | 0    | 0    | 0  | –    | –    | –    | –    | 3    | 0    |
| 베르더 브레멘       | 합계      | 합계               | 479  | 1    | 50   | 0  | 16   | 0    | 3    | 0    | 548  | 1    |
| AIK                 | 1988      | 알스벤스칸         | 1    | 0    | 0    | 0  | –    | –    | –    | –    | 1    | 0    |
| 피테서              | 1990–91   | 에레디비시         | 3    | 0    | 0    | 0  | –    | –    | –    | –    | 3    | 0    |
| 베르더 브레멘 II    | 2001–02   | 북부 레기오날리가  | 1    | 0    | –    | –  | –    | –    | –    | –    | 1    | 0    |
| 경력 합계           | 경력 합계 | 경력 합계          | 518  | 1    | 55   | 0  | 16   | 0    | 3    | 0    | 592  | 1    |

1. ↑  DFB-리가포칼 출장 경기 기록 포함